# Cancerstamceller
Cancerstamceller (engelska: Cancer stem cell (CSC)) är cancerceller som har egenskaper som liknar de egenskaper som utmärker normala stamceller från vanliga celler, det vill säga förmågan till obegränsat antal celldelningar och förmågan att ge upphov till olika typer av celler.
Då en stamcell delar sig själv bildas dels en kopia av stamcellen, dels en ny specialiserad cell. Om stamcellen genomgått en mutation, det vill säga en förändring i cellen, sprids det vidare dels till kopian, dels till dottercellen. Mutationen består av att cellen löper amok och sprider cancerceller till kroppen. 
Cancerstamceller kan vara en bakomliggande orsak till cancer, detta är en hypotes som formulerades under 1990-talet och som börjar att bli alltmer accepterad.[källa behövs]